# 丹尼·米兰达
丹尼·米兰达·阿格拉蒙特（西班牙語：Danny Miranda Agramonte，1978年11月12日—），古巴棒球运动员。他曾代表古巴国家队参加2004年夏季奥林匹克运动会棒球比赛，结果队伍获得一枚金牌。